# مجدل صالح
مجدل صالح قرية في ناحية صلنفة التابعة لمنطقة الحفّة في محافظة اللاذقية. بلغ عدد سكانها 301 نسمة حسب تعداد عام 2004.